# Hall of Fame Tennis Championships 1999 - Qualificazioni doppio
Le qualificazioni del doppio  dell'Hall of Fame Tennis Championships 1999 sono state un torneo di tennis preliminare per accedere alla fase finale della manifestazione. I vincitori dell'ultimo turno sono entrati di diritto nel tabellone principale. In caso di ritiro di uno o più giocatori aventi diritto a questi sono subentrati i lucky loser, ossia i giocatori che hanno perso nell'ultimo turno ma che avevano una classifica più alta rispetto agli altri partecipanti che avevano comunque perso nel turno finale.
Le qualificazioni del doppio del torneo Hall of Fame Tennis Championships 1999 prevedevano 3 coppie partecipanti di cui una è entrata nel tabellone principale.

## Teste di serie
1. Mosè Navarra /  Stefano Pescosolido (Qualificati)

1. Cédric Kauffmann /  Mike Mather (ultimo turno)

## Qualificati
1. Mosè Navarra  /   Stefano Pescosolido

## Tabellone

### Legenda
| - Q = Qualificato - WC = Wild card - LL = Lucky loser | - ALT = Alternate - SE = Special Exempt - PR = Protected Ranking | - w/o = Walkover - r = Ritirato - d = Squalificato |

|  | Primo turno | Primo turno                  | Primo turno                  | Primo turno | Primo turno |  |  | Ultimo turno | Ultimo turno                     | Ultimo turno                     | Ultimo turno | Ultimo turno |  |
|  |             |                              |                              |             |             |  |  |              |                                  |                                  |              |              |  |
|  |             |                              |                              |             |             |  |  |              |                                  |                                  |              |              |  |
|  |             |                              |                              |             |             |  |  | 2            | Cédric Kauffmann Mike Mather     | Cédric Kauffmann Mike Mather     | 4            | 3            |  |
|  | 2           | Cédric Kauffmann Mike Mather | Cédric Kauffmann Mike Mather | 6           | 6           |  |  | 1            | Mosè Navarra Stefano Pescosolido | Mosè Navarra Stefano Pescosolido | 6            | 6            |  |
|  |             | Matt Daly Michael Passarella | Matt Daly Michael Passarella | 4           | 0           |  |  |              |                                  |                                  |              |              |  |